# Lothar von Séez
Lothar von Séez (* um 685 im Moselgau; † 15. Juni 756 bei Argentan) war ein katholischer Bischof und Heiliger.

## Leben
Der heilige Lothar, der wohl aus der Gegend des heutigen Lothringen stammte, war der Legende nach zunächst Adliger und Soldat gewesen, bevor er sich in ein von ihm gegründetes Kloster bei Argentan zurückzog. Im Jahre 725 wurde er von Papst Gregor II. zum Bischof von Séez (heute: Sées) in der Normandie berufen und stand dieser Diözese für mehr als 30 Jahre vor. Nach seinem Tod wurde das Kloster ihm zu Ehren Saint-Loyer-des-Champs benannt. Dort und im Dom zu Sées werden seine Gebeine aufbewahrt.